# Trei într-o barcă
Trei într-o barcă (fără a mai socoti și câinele) este un roman satiric scris de Jerome K. Jerome și publicat în 1889. Acesta este cel mai celebru roman al autorului, fiind continuat de romanul Trei pe două biciclete, publicat ulterior, în 1900.

## Sinopsis
Romanul este construit pe baza unei plimbări cu barca pe Tamisa a celor trei prieteni Jerome - naratorul, George, Harris și a câinelui lor, Montmorency. Aventura a început din dorința celor trei de a se recrea și de a evada din aglomerata Londra. Pentru a se porni la drum, cei trei tovarăși au avut de parcurs mai multe etape: pregătirea bagajelor, discuții contradictorii despre mâncare, haine și popasuri. Pe lângă călătoria propriu-zisă care fascinează cititorul, abaterile celor trei despre memoria personală, istoria brânzei care scârbește lumea într-un tren, provocând dezgustul, scot în evidență umorul britanic al autorului. 
Cartea creează un efect comic, cuprinzând umorul sec, rafinat, specific acelei perioade.  Autorul are tendința de a generaliza orice situație banală, precum cititul unei reclame medicale care se transformă în propria boală incurabilă. Când pleacă undeva, naratorul uită mereu periuța de dinți, făcând haos în jurul lui, despachetând bagajele. Fiecare capitol este împărțit strategic, în mai multe etape, cuprinzând un subtitlu mare, cu un efect comic.
Romanul este plin de învățături benefice pentru existența fiecăruia dintre noi, dar care se încheie cu abandonul acestora din cauză că „Aerul de pe fluviu are un efect demoralizator asupra oamenilor.”

## Ecranizări
- Trei într-o barcă (Three Men in a Boat), film britanic din 1956, regia Ken Annakin cu David Tomlinson ca J., Jimmy Edwards ca Harris și Laurence Harvey ca George.[1]
- Trei într-o barcă, film german din 1961 bazat pe roman, regia Helmut Weiss.[2]